# Lodiculae

Zweiblütiges Ährchen eines Süßgrases mit Schwellkörpern, schematisch

Die Lodiculae (sing. Lodicula) oder Schwellkörper sind kleine Schuppen oder Schüppchen in den Blüten der meisten Süßgräser (Poaceae), welche als sogenannte Schwellkörperchen durch Wasseraufnahme zur Blütezeit anschwellen und schließlich die Öffnung der Grasblüten bewirken. Sie befinden sich meist zu zweit, selten zu dritt (z. B. Bambusoideae) an einer Seite des Fruchtknotens oberhalb der Deck- und Vorspelzen. Bei einigen Arten sind sie völlig reduziert (z. B. Alopecurus, Spartina). Sie stehen frei voneinander; nur selten sind sie an den Rändern verwachsen, so beispielsweise bei den Schwaden (Glyceria). Sie variieren in der Form und können lanzettlich, elliptisch, länglich, ganzrandig oder gezähnt sein. Entwicklungsgenetische Befunde deuten darauf hin, dass die Schwellkörperchen als ein Teil des Perianths aus inneren Blütenhüllblättern hervorgegangen sind.